# هارني آند سنز (شاي)

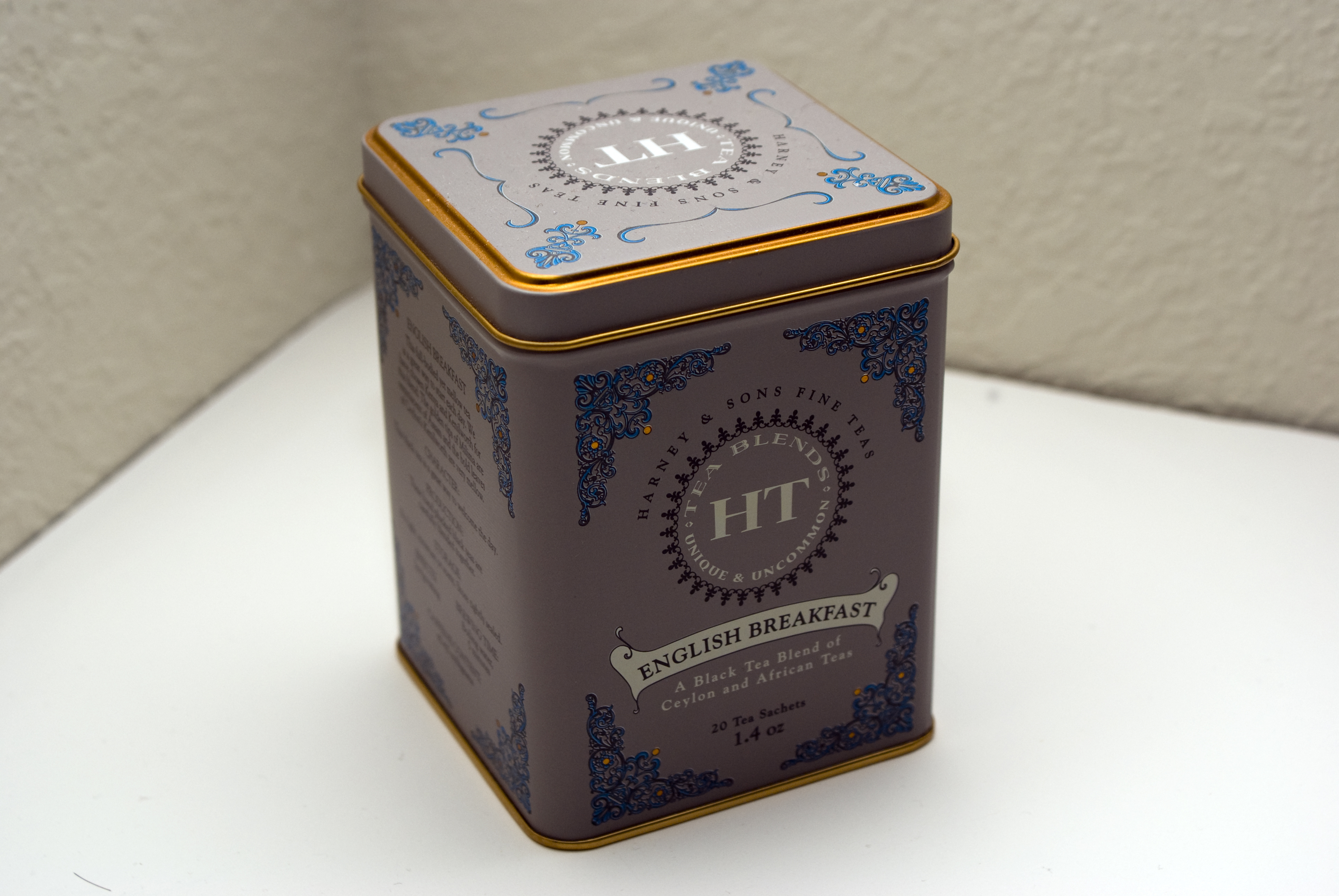
شاي هارني آند سنز يعد من أفضل ماركات الشاي العالمية.

هارني آند سنز (بالإنجليزية: Harney & Sons)‏ هي شركة شاي أمريكية الأصل تأسست في عام 1983، في سالزبوري في ولاية كونيتيكت، ويوجد مقرها الحالي في ميلرتون في ولاية نيويورك. وتقدم الشركة شاي فاخر يمتاز بالجودة العالية والمذاق الطيب، وتقوم بتوزيعه على الفنادق الرائدة، والمحلات التجارية، وقد اعتبر أفضل شاي في العالم في عام 2009.